# 段廉義
段 廉義（だん れんぎ）は、大理国の第12代王。
楊義貞に殺害されて王位を奪われた。楊義貞もわずか4カ月で高昇泰に討たれて殺害され、段寿輝が擁立された。